# Kadipaten (Selomerto)
Kadipaten is een bestuurslaag in het regentschap Wonosobo van de provincie Midden-Java, Indonesië. Kadipaten telt 2319 inwoners (volkstelling 2010).